# Baixo Guandu
Baixo Guandu est une ville située dans l'État brésilien du Espirito Santo, fondée le 10 avril 1935 et établie comme une municipalité le 8 juin de la même année. La Fête de la ville est le 10 avril. En 2009, sa population était de 29 891 habitants et sa superficie est de 918 km2. La région est plus connue pour ses exportations de café, surtout dans les hautes montagnes de la région d'Alto Mutum Preto. Le cours d'eau principal qui traverse la municipalité est le fleuve Rio Doce ( "doce" signifie sucrée en portugais) dont le bassin (de 83 500 km2) est composé de 222 municipalités.

## Histoire
Situé dans la vallée du rio Doce, Baixo Guandu a occupé une place prépondérante dans le développement politique et socio-économique de l'État du Espírito Santo.
Le comté a été créé le 10 avril de 1935, il a d'abord été colonisé par des migrants venant de Cantagalo de l'État du Rio de Janeiro et des immigrants européens, notamment à partir de l'Italie et l'Allemagne.
L'histoire de Baixo Guandu est directement reliée à l'esprit pionnier qui a marqué le début du XXe siècle dans la vallée du rio Doce. Les rails du premier chemin de fer sont arrivés en 1907 et les activités économiques se sont intensifiées. Le bois abondant a été enlevé et transporté par train à la capitale,Vitória.
Selon le témoignage de bandeirantes et les voyageurs qui ont visité la partie basse du fleuve Rio Doce depuis la seconde moitié du XXe siècle, les Indiens Botocudos natifs du pays ont été maîtres de la région entre Rio Doce et le Fleuve São Mateus.
La colonisation du territoire de Baixo Guandu, la compétence de l'ancienne municipalité de Colatina a eu lieu en 1875, quand le militaire José Vieira de Carvalho Milagres, le vétéran de Guerre du Paraguay arrive à la confluence des fleuves Doce et Guandu, menant à la création de la ville.
La colonisation de la région, initiée par le Major Milagres, avait sa base fondée sur le travail d'immigrants européens d'origines diverses, situé dans le centre colonial de Afonso Pena, aujourd'hui Ibituba.
Les colons étrangers établis dans la vallée de la Guandu et les autres Ribeirão do Lage. Des deux côtés, il y a encore aujourd'hui la marque de l'héritage européen dans la région.
Les Italiens sont arrivés à Baixo Guandu en 1866 par l'initiative de Francisco Vieira de Carvalho Milagres. À Provincia do Espírito Santo, le 2 juin 1866, a signalé que M. Milagres écrit à son ami Guilherme Frederico, annonçant le départ de Gênes, avec les entrepreneurs de quarante ans. Quelques jours plus tard, vint, en effet, à partir de Rio de Janeiro, quarante Italiens, pour leurs terres dans le Rio Doce (5 juin 1866).
Le fermier et colonisateur Francisco Vieira de Carvalho Milagres retourna en Europe en 1894, afin d'embaucher davantage de sa terre. Les immigrants sont arrivés dans le Matteo Bruzzo, comme les nouvelles de l 'État de l'Espírito Santo le 8 décembre de la même année et, le 10, est allé à Rio Doce, et de là, ont pris leur destination, où aujourd'hui encore, il y a leurs descendants.
Comme si elle avait été le désir de réparer l'abolition du district de Baixo Guandu, le Président Henrique da Silva Coutinho a créé la colonie en 1905, y compris ce domaine n'est pas légitime Baixo Guandu, à la limite avec la commune de Afonso Cláudio et Minas Gerais. Divisé et a donné une partie du lot, ils ont été vendus des colons italiens, français, allemands, et espagnols.
L'agriculteur Francisco da Cunha Ramaldes, né à 1861, fils de José da Cunha Ramaldes et Balbina Maria de Jesus, de Lajinha do Chalé, l'État du Minas Gerais, s'est établi en 1910 dans la région montagneuse de l'Alto Mutum Preto, où il a initié une plantation de café très lucrative.
Baixo Guandu a été la première ville brésilienne à recevoir de l'eau traitée avec du fluorure en 1953 afin de réduire l'incidence des caries, en particulier chez les enfants.
En 1974, a été inaugurée dans la ville la plus grande centrale hydroélectrique dans l'État, qui alimentaient les Espírito Santo et Minas Gerais. Le réservoir, avec l'utilisation des eaux du Rio Doce, atteint le volume de 39 500 000 m3. Le barrage de mesures renforcées en béton de 45 mètres de haut et 539 mètres de large.

## Climat
Température :
- Moyenne annuelle : 30 °C
- Moyenne annuelle maximale : 40 °C
- Moyenne minimale annuelle : 20 °C

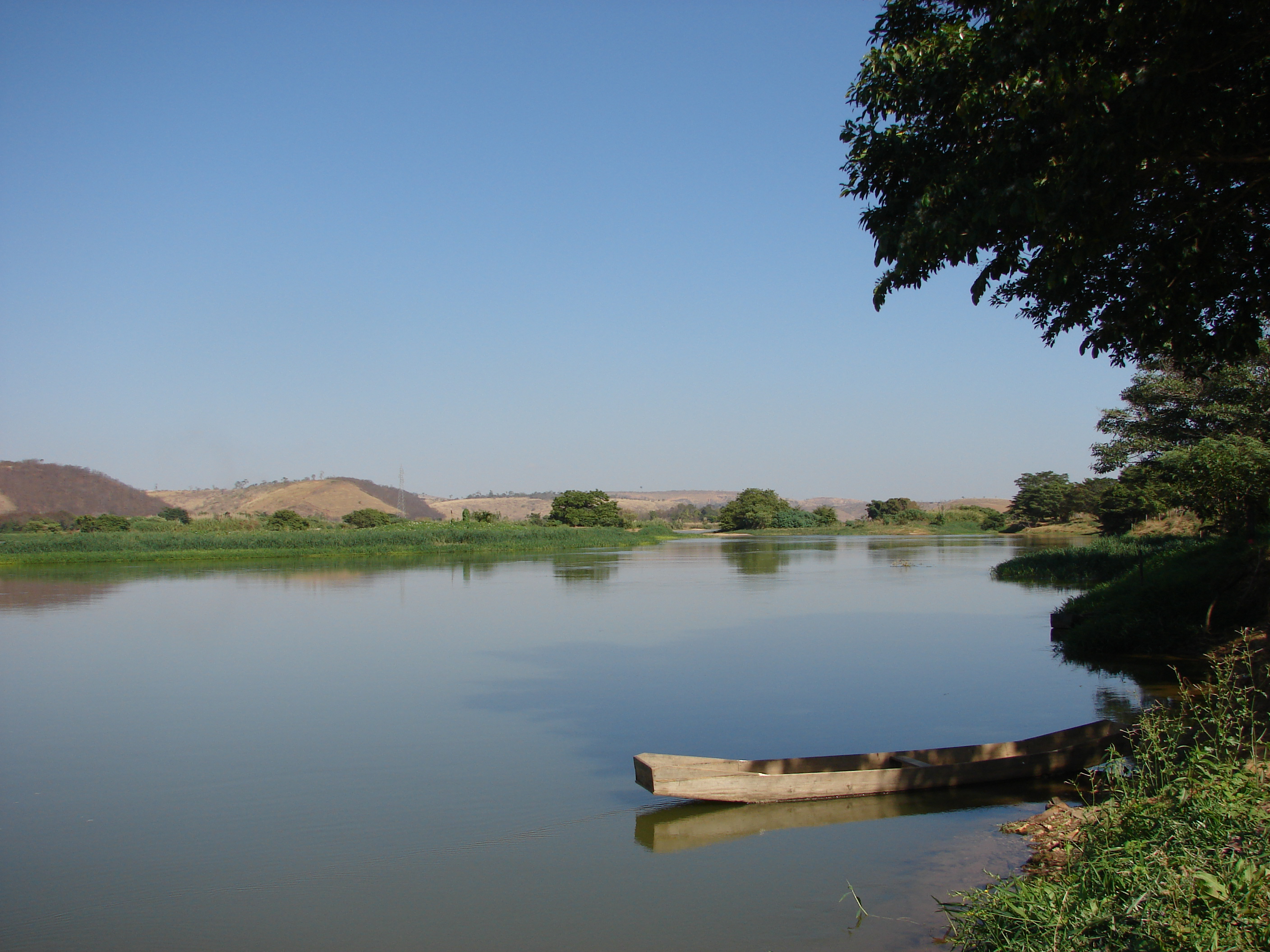
Rio Doce.

Indice moyen des précipitations annuelles : 1,500 mm

## Transports
Baixo Guandu est servi par le chemin de fer Vitória à Minas, qui est un chemin de fer de 905 km, et qui est utilisé pour le transport du fer de la région du "Quadrangle de fer" dans l'État de Minas Gerais jusqu'au port de Tubarão 'à Vitória, dans l'État de Espírito Santo. Ce chemin de fer a également effectué le transports de 1,1 million de passagers en 2006.

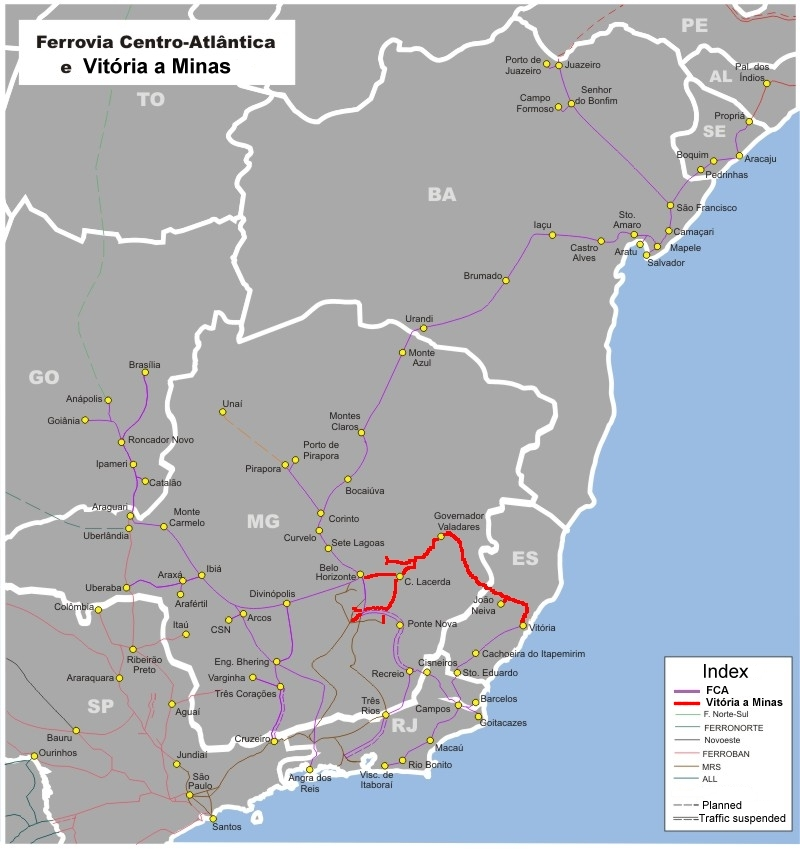
le chemin de fer Vitória à Minas au long du fleuve Rio Doce

Distances des principaux centres:
- Vitória - 186 km
- Belo Horizonte - 499 km
- Rio de Janeiro - 576 km
- São Paulo - 976 km
- Brasilia - 1,181 km